# 史密斯灣 (帕爾默地)
史密斯灣（英語：Smith Inlet），是南極洲的海灣，位於帕爾默地東岸，處於博格斯角和科利爾角之間，在1940年由美國研究隊發現和繪入地圖，現時由南極條約體系管理。

## 外部連結
- 本条目引用的公有领域材料来自美国地质调查局的文档《Smith Inlet》 （資料來自地名信息系统）。

70°25′S 62°0′W / 70.417°S 62.000°W